# Eiskunstlauf-Weltmeisterschaften 1962
Die 52. Eiskunstlauf-Weltmeisterschaften fanden vom 14. bis 17. März 1962 in Prag (Tschechoslowakei) statt. Die Austragung in Prag war schon für 1961 geplant gewesen, wurde aber wegen des Absturzes von Sabena-Flug 548, bei dem das gesamte US-Team ums Leben kam, abgesagt. Zum ersten Mal nahm die DDR an einer Eiskunstlauf-Weltmeisterschaft teil.

## Ergebnisse

### Herren
| Platz | Sportler              | Land                   |
| ----- | --------------------- | ---------------------- |
| 1     | Donald Jackson        | Kanada                 |
| 2     | Karol Divín           | Tschechoslowakei       |
| 3     | Alain Calmat          | Frankreich             |
| 4     | Donald McPherson      | Kanada                 |
| 5     | Manfred Schnelldorfer | BR Deutschland         |
| 6     | Monty Hoyt            | Vereinigte Staaten     |
| 7     | Emmerich Danzer       | Österreich             |
| 8     | Scott Allen           | Vereinigte Staaten     |
| 9     | Peter Jonas           | Österreich             |
| 10    | Nobuo Satō            | Japan                  |
| 11    | Bodo Bockenauer       | DDR                    |
| 12    | Robin Jones           | Vereinigtes Königreich |
| 13    | Sepp Schönmetzler     | BR Deutschland         |
| 14    | Waleri Meschkow       | Sowjetunion            |
| 15    | Per Kjølberg          | Norwegen               |
| 16    | Károly Ujlaky         | Ungarn                 |
| 17    | Robert Dureville      | Frankreich             |
| 18    | Alain Trouillet       | Frankreich             |

Punktrichter waren:
- Franz Wojtanowskyj  Österreich
- N. Gregory  Kanada
- Milan Duchon  Tschechoslowakei
- Jeannie Donnier-Blanc  Frankreich
- E. K. Bauch  Deutsche Demokratische Republik
- Adolf Walker  BR Deutschland
- Pamela Davis  Vereinigtes Königreich
- A. Koutny  Ungarn
- Georgi Felizin  Sowjetunion

### Damen
| Platz | Sportlerin         | Land                   |
| ----- | ------------------ | ---------------------- |
| 1     | Sjoukje Dijkstra   | Niederlande            |
| 2     | Wendy Griner       | Kanada                 |
| 3     | Regine Heitzer     | Österreich             |
| 4     | Petra Burka        | Kanada                 |
| 5     | Barbara Roles      | Vereinigte Staaten     |
| 6     | Nicole Hassler     | Frankreich             |
| 7     | Jana Mrázková      | Tschechoslowakei       |
| 8     | Karin Frohner      | Österreich             |
| 9     | Miwa Fukuhara      | Japan                  |
| 10    | Lorraine Hanlon    | Vereinigte Staaten     |
| 11    | Jacqueline Harbord | Vereinigtes Königreich |
| 12    | Helli Sengstschmid | Österreich             |
| 13    | Eva Grožajová      | Tschechoslowakei       |
| 14    | Fränzi Schmidt     | Schweiz                |
| 15    | Karin Gude         | BR Deutschland         |
| 16    | Victoria Fisher    | Vereinigte Staaten     |
| 17    | Ann Margreth Frei  | Schweden               |
| 18    | Sandra Brugnera    | Italien                |
| 19    | Helga Zöllner      | Ungarn                 |
| 20    | Tatjana Nemzowa    | Sowjetunion            |
| 21    | Gabriele Seyfert   | DDR                    |

Punktrichter waren:
- Martin Felsenreich  Österreich
- Melville Rogers  Kanada
- H. Dudová  Tschechoslowakei
- J. Donnier-Blanc  Frankreich
- E. K. Bauch  Deutsche Demokratische Republik
- A. Koutny  Ungarn
- C. P. Engelfriet  Niederlande
- Adolf Walker  BR Deutschland
- M. Drake  Vereinigte Staaten

### Paare
| Platz | Sportler                                   | Land                   |
| ----- | ------------------------------------------ | ---------------------- |
| 1     | Maria Jelinek / Otto Jelinek               | Kanada                 |
| 2     | Ljudmila Beloussowa / Oleg Protopopow      | Sowjetunion            |
| 3     | Margret Göbl / Franz Ningel                | BR Deutschland         |
| 4     | Debbi Wilkes / Guy Revell                  | Kanada                 |
| 5     | Milada Kubiková / Jaroslav Votruba         | Tschechoslowakei       |
| 6     | Gertrude Desjardins / Maurice Lafrance     | Kanada                 |
| 7     | Gerda Johner / Ruedi Johner                | Schweiz                |
| 8     | Dorothyann Nelson / Pieter Kollen          | Vereinigte Staaten     |
| 9     | Irene Müller / Hans-Georg Dallmer          | DDR                    |
| 10    | Judianne Fotheringill / Jerry Fotheringill | Vereinigte Staaten     |
| 11    | Valerie Hunt / Peter Burrows               | Vereinigtes Königreich |
| 12    | Diana Hinko / Bernhard Henhappel           | Österreich             |
| 13    | Mieko Otwa / Yutaka Doke                   | Japan                  |

Punktrichter waren:
- Hans Meixner  Österreich
- Melville Rogers  Kanada
- Vera Spurná  Tschechoslowakei
- E. K. Bauch  Deutsche Demokratische Republik
- Adolf Walker  BR Deutschland
- Pamela Davis  Vereinigtes Königreich
- J. Creux  Schweiz
- M. Drake  Vereinigte Staaten
- Tatjana Tolmatschewa  Sowjetunion

### Eistanz
| Platz | Sportler                              | Land                   |
| ----- | ------------------------------------- | ---------------------- |
| 1     | Eva Romanová / Pavel Roman            | Tschechoslowakei       |
| 2     | Christiane Guhel / Jean Paul Guhel    | Frankreich             |
| 3     | Virginia Thompson / William McLachlan | Kanada                 |
| 4     | Linda Shearman / Michael Phillips     | Vereinigtes Königreich |
| 5     | Paulette Doan / Kenneth Ormsby        | Kanada                 |
| 6     | Donna Mitchell / John Mitchell        | Kanada                 |
| 7     | Dorothy Nelson / Peter Kollen         | Vereinigte Staaten     |
| 8     | Yvonne Littlefield / Peter Betts      | Vereinigte Staaten     |
| 9     | Mary Parry / Roy Mason                | Vereinigtes Königreich |
| 10    | Györgyi Korda / Pál Vásárhelyi        | Ungarn                 |
| 11    | Helga Burkhardt / Hannes Burkhardt    | BR Deutschland         |
| 12    | Olga Dilardini / Germano Ceccattini   | Italien                |
| 13    | Marlise Fornachon / Charly Pichard    | Schweiz                |
| 14    | Armelle Flichy / Pierre Brum          | Frankreich             |
| 15    | Christl Trebesiner / Gerald Felsinger | Österreich             |
| 16    | Gabriele Rauch / Rudy Mathysik        | BR Deutschland         |
| 17    | Eiko Kaneko / Mikio Takeuchi          | Japan                  |

Punktrichter waren:
- Hans Meixner  Österreich
- N. Gregory  Kanada
- Emil Skákala  Tschechoslowakei
- L. Lauret  Frankreich
- H. Wollersen  BR Deutschland
- Pamela Davis  Vereinigtes Königreich
- Ferenc Kertész  Ungarn
- Eugene Kirchhofer  Schweiz
- M. Drake  Vereinigte Staaten

## Medaillenspiegel
| Platz | Land             | Gold | Silber | Bronze | Gesamt |
| ----- | ---------------- | ---- | ------ | ------ | ------ |
| 1     | Kanada           | 2    | 1      | 1      | 4      |
| 2     | Tschechoslowakei | 1    | 1      | –      | 2      |
| 3     | Niederlande      | 1    | –      | –      | 2      |
| 4     | Frankreich       | –    | 1      | 1      | 2      |
| 5     | Sowjetunion      | –    | 1      | –      | 1      |
| 6     | BR Deutschland   | –    | –      | 1      | 1      |
| 6     | Österreich       | –    | –      | 1      | 1      |